# Michael Roberts (giocatore di football americano)
Michael Lorenzo Roberts (Cleveland, 7 maggio 1994) è un giocatore di football americano statunitense che milita nel ruolo di tight end per i Detroit Lions della National Football League  (NFL).

## Biografia

### Carriera professionistica
Roberts al college giocò a football alla Toledo University. Fu scelto nel corso del quarto giro (127º assoluto) nel Draft NFL 2017 dai Detroit Lions. Debuttò come professionista il 10 settembre contro gli Arizona Cardinals senza ricevere alcun passaggio. Il primo fu nella settimana 4 contro i Minnesota Vikings da 15 yard dal quarterback Matthew Stafford